# Choszczewo (województwo łódzkie)
Choszczewo – wieś w Polsce położona w województwie łódzkim, w powiecie zduńskowolskim, w gminie Szadek.
W latach 1975–1998 miejscowość administracyjnie należała do województwa sieradzkiego.
Dawniej wieś szlachecka. Po założeniu dworskim pozostały tylko ślady. Park i drewniany dworek zniszczono pod koniec lat 40. XX w. 